# 古寺洋子
古寺 洋子（こてら ようこ、2月14日 - ）は、日本の女性声優。パワー・ライズ所属。大阪府出身。

## 経歴・人物
2020年より、オーディオブックのナレーターとして活躍。労苦体験手記「平和の礎」や小説などの朗読を担当し、主に音声配信サービス「LisBo（リスボ）」で公開している。趣味はロードバイク、リアル脱出ゲーム。特技は指パッチン。東京都在住。

## 出演

### ライブ配信番組
- ちのえん（SHOWROOM）[2]

### オーディオブック
- 神楽坂の半襟（著者：水野仙子）[3]
- 声と人柄（著者：宮城道雄）[4]
- 廃遊園地の殺人（著者：斜線堂有紀）[5]
- 奇跡（著者：林真理子）[6]